# Guanwang-Tempel von Dingxiang
Der Guanwang-Tempel von Dingxiang (chinesisch 定襄关王庙, Pinyin Dìngxiāng Guānwáng miào, englisch Guanwang Temple in Dingxiang) ist ein dem Guan Yu geweihter Tempel im Kreis Dingxiang der chinesischen Provinz Shanxi. Er stammt aus der Zeit der Song-Dynastie und wurde in späteren Dynastien wiederholt restauriert.
Qing-zeitliche Wandgemälde zeigen Szenen aus dem Roman Geschichte der Drei Reiche (Sanguo yanyi).
Der Guanwang-Tempel von Dingxiang (Dingxiang Guanwang miao) steht seit 2006 auf der Liste der  Denkmäler der Volksrepublik China (6-368).